# Mario Erpichini
Mario Erpichini (...) è un attore italiano, attivo dagli anni sessanta.

## Biografia
Dopo la seconda guerra mondiale, negli anni della ricostruzione, ha frequentato l'Accademia Nazionale d'Arte Drammatica.
Nel cinema e in televisione si è imposto come interprete caratterista in molti film di genere, fra cui diversi poliziotteschi, e nelle fiction televisive, a quei tempi indicate come sceneggiati televisivi, fra cui La guerra al tavolo della pace, del 1975.

## Filmografia

### Cinema
- La matriarca, regia di Pasquale Festa Campanile (1968) - non accreditato
- Scacco alla regina, regia di Pasquale Festa Campanile (1969)
- Uno dei tre, regia di Gianni Serra (1972)
- Troppo rischio per un uomo solo, regia di Luciano Ercoli (1973)
- Le avventure del barone Von Trenck, regia di Fritz Umgelter (1973) due episodi televisivi: Auf der Flucht e König und Kadett
- Dio, sei proprio un padreterno!, regia di Michele Lupo (1973)
- La polizia incrimina, la legge assolve, regia di Enzo G. Castellari (1973)
- La bellissima estate, regia di Sergio Martino (1974)
- Crazy Joe, regia di Carlo Lizzani (1974)
- Spasmo, regia di Umberto Lenzi (1974)
- Uomini duri, regia di Duccio Tessari (1974)
- Nucleo centrale investigativo, regia di Vittorio Armentano (1974) episodio televisivo Il collier sotto la neve
- Porgi l'altra guancia, regia di Franco Rossi (1974)
- L'abisso, regia di Carlo Lodovici (1975) film per la TV)
- ...a tutte le auto della polizia, regia di Mario Caiano (1975)
- Il trucido e lo sbirro, regia di Umberto Lenzi (1976)
- Dov'è Anna?, regia di Piero Schivazappa (1976) miniserie televisiva
- Una spia del regime, regia di Alberto Negrin (1976) miniserie televisiva
- Napoli spara!, regia di Mario Caiano (1977)
- Nel silenzio della notte, regia di Bernard L. Kowalski (1977) film per la TV
- L'ultimo aereo per Venezia, regia di Daniele D'Anza (1977, miniserie televisiva)
- Occhi dalle stelle, regia di Roy Garrett (1978)
- Il '90, regia di Sandro Bolchi (1979) miniserie televisiva
- La stagione delle piogge, regia di Domenico Campana (1984) film per la TV
- Il pentito, regia di Pasquale Squitieri (1985)
- Big Man, regia di Steno (1989) episodio televisivo Big Man:Boomerang
- La primavera di Michelangelo, regia di Jerry London (1991, TV)
- Il gorilla, regia di Maurizio Lucidi (1991) episodio televisivo Le Gorille dans le cocotier)
- Classe di ferro, regia di Bruno Corbucci (1989-1991) due episodi televisivi: Reclute, 1989, e Licenza ordinaria, 1991)
- Abramo (Abraham), regia di Joseph Sargent (1993) serie TV
- La bella vita, regia di Paolo Virzì (1994)
- L'arcano incantatore, regia di Pupi Avati (1996)
- Fratelli coltelli, regia di Maurizio Ponzi (1997)
- Il testimone dello sposo, regia di Pupi Avati (1998)

### Televisione
- Tenente Sheridan, regia di Stefano De Stefani (1959) episodio televisivo La cortina di fosforo
- Adelchi di Alessandro Manzoni, regia di Vittorio Gassman, trasmessa il 3 marzo 1961.
- La coscienza di Zeno, di Italo Svevo, regia di Daniele D'Anza, trasmesso dal (Secondo Programma (1966)
- Sheridan, squadra omicidi, regia di Leonardo Cortese (1967) episodio televisivo Recita a soggetto
- Processo a Gesù di Diego Fabbri, regia di Gianfranco Bettetini (1968)
- Sherlock Holmes - La valle della paura, regia di Guglielmo Morandi, trasmessa dal 25 ottobre all'8 novembre (1968)
- Processi a porte aperte: Il giocatore di scacchi, regia di Lyda C. Ripandelli (1968) sceneggiato televisivo
- La resa dei conti: Dal gran consiglio al processo di Verona, regia di Marco Leto (1969) sceneggiato televisivo
- Marionette, che passione!, regia di Claudio Fino (1969)
- L'avventura di Maria, di Italo Svevo, regia di Dante Guardamagna, trasmesso dal Secondo programma il 27 maggio 1970
- La donna di picche, regia di Leonardo Cortese – miniserie TV (1972)
- L'età di Cosimo de' Medici, regia di Roberto Rossellini – miniserie TV (1973)
- Uomo o vegetale?, riduzione televisiva da Francis Scott Fitzgerald, regia di Mario Landi, trasmesso il 9 maggio 1975.
- Non si sa come, di Luigi Pirandello, regia di Arnaldo Ninchi e di Kikka Mauri Cerrato (1978)
- Il commissario Montalbano, regia di Alberto Sironi (1999) episodio televisivo La voce del violino)
- I giudici - Excellent Cadavers (Excellent Cadavers), regia di Ricky Tognazzi (1999) film TV
- Linda e il brigadiere, regia di Alberto Simone (2000) episodio televisivo Il ladro di polli
- Padre Pio - Tra cielo e terra, regia di Giulio Base (2000) miniserie televisiva
- Don Matteo, regia di Andrea Barzini (2001) episodio televisivo Questione di fegato
- In Love and War, regia di John Kent Harrison (2001) film TV
- Il papa buono - Giovanni XXIII, regia di Ricky Tognazzi (2003) miniserie televisiva

## Doppiaggio

### Cinema
- Jack Hawkins in Oscar insanguinato
- Kevin McCarthy in Buffalo Bill e gli indiani
- Chan Shen in Cinque dita di violenza
- Loris Bazzocchi in Nina

### Televisione
- Glauco Onorato in La vita di Leonardo da Vinci
- James Mitchell in La valle dei pini

### Cartoni animati
- Sceriffo Trollsom in Trollkins
- Colonnello Arnold in Lupin, l'incorreggibile Lupin

## Teatro
- Teatro Metastasio, Prato, stagione 1984-1985 - La commedia della seduzione, di Arthur Schnitzler, regia di Luca Ronconi[1]